# Ignosticismo
L'ignosticismo è una posizione concettuale secondo cui la questione dell'esistenza di Dio non ha senso, poiché non ha conseguenze verificabili o controllabili.
Il termine venne coniato dal rabbino Sherwin Wine, fondatore dell'Ebraismo laico umanista; è spesso considerato un sinonimo del noncognitivismo teologico.

## Definizione
Nella Guida all'Ebraismo umanista pubblicata dall'omonima società, l'ignosticismo è definito "la scoperta che la questione dell'esistenza di Dio è priva di significato perché non ha conseguenze verificabili". Questo uso del termine "verificabile" è riconducibile al positivismo logico ed indica che il predicato "Dio esiste" è privo di senso perché il teismo non è verificabile sperimentalmente.
Questa definizione non implica che l'idea di Dio sia emotivamente o esteticamente insignificante; è l'idea di Dio "come ente esistente" a non avere senso, in un'ottica verificazionista.
Per molti aspetti l'ignosticismo può essere considerato una forma di agnosticismo (può coincidere o meno con l'agnosticismo indifferente, tipico degli apateisti); ma mentre la posizione di un agnostico è "non so se Dio esista o meno", per l'ignostico questa affermazione diventa "non so a cosa tu ti riferisca quando parli di Dio". Il termine ignosticismo indica infatti l'ignoranza riguardante l'affermazione dell'esistenza di Dio.
Finché quest'ignoranza non è chiarita, l'ignostico è giustificato nell'ignorare gli argomenti a favore o contro. Così, quando viene pronunciata la parola "Dio", l'ignostico può ricorrere ad una definizione infantile o teologica di un dio.
Un concetto infantile ha in genere un significato semplice e coerente, basato su una concezione antropomorfa di Dio: un essere umanoide, spesso maschio, grande e potente, bisognoso di attenzioni e ammirazione, collocato in cielo, responsabile del tempo atmosferico e questioni assimilabili. Questa concezione antropomorfa del divino è stata rifiutata da Spinoza come da Feuerbach nell'Essenza della cristianità (1841).
Il concetto teologico è più complesso ed astratto; coinvolge concetti come causa prima e motore non mosso, e attributi come onnipotente, onnisciente e omnibenevolente. Per gli ignostici questi concetti astratti, presi singolarmente o in combinazione, non possono essere definiti falsi; piuttosto generano paradossi teologici e sono confusi, in contraddizione, privi di significato linguistico (come teorizzò Ludwig Wittgenstein) o forse "poetici". Perciò non si può interpretare senza significato l'esistenza o inesistenza di Dio.
Un ignostico, comunque, aspetta di avere una definizione precisa, coerente e falsificabile di Dio (o di qualsiasi altro concetto metafisico) prima di partecipare ad una discussione con argomenti a favore o contro.

## Precedenti storici
Il filosofo francese Denis Diderot, quando accusato di essere ateo, replicò che semplicemente non era interessato all'esistenza o inesistenza di Dio. In risposta a Voltaire scrisse che "è molto importante non confondere la cicuta col prezzemolo, ma credere o non credere in Dio non è affatto importante".
Successivamente Karl Marx "congedò" Dio perché irrilevante. Marx sosteneva che, non avendo alcun significato, sia credere in Dio che nella negazione di Dio fosse una perdita di tempo.
Entrambi questi pensatori furono importanti per l'evoluzione storica dello scetticismo riguardante il concetto di Dio; ma non esistono prove della loro influenza diretta sul pensiero di Wine o dell'ignosticismo contemporaneo.
Partendo da questa tradizione George Jacob Holyoake, il pensatore Inglese seguace di Robert Owen che coniò il termine secolarismo, sostenne che i secolaristi dovrebbero evitare qualunque coinvolgimento nelle questioni religiose, in quanto totalmente irrilevanti, distinguendosi in questo dai liberi pensatori.
Il filosofo Alfred Jules Ayer credeva che il linguaggio religioso fosse inverificabile, come un nonsense letterario. Di conseguenza "Non c'è alcun Dio" era per Ayer un'espressione metafisica e senza significato, allo stesso modo di "Dio esiste".
Il buddhismo delle origini (oggi rappresentato dalla scuola Theravada) è considerato una religione ignostica.